# Fontana Grixoni
La fontana Grixoni è una fontana monumentale situata a Ozieri, in Sardegna. Eseguita nella seconda metà del XIX secolo su progetto dell'architetto Giovanni Pietrasanta, rappresenta un esempio significativo di arredo urbano ottocentesco della città.

## Storia
L'area su cui sorge la fontana era storicamente occupata da una sorgente naturale, principale fonte d'acqua per il centro abitato di Ozieri. Già nel 1594, su iniziativa di don Giovanni de Castelvì, governatore degli Stati di Oliva, venne edificata una fontana a otto bocche, dotata di un ingegnoso sistema di raccolta e regolazione delle acque sotterranee. Dal torrino esistente nel giardino retrostante è possibile, mediante una scala a pioli, scendere un paio di metri sotto il livello stradale e visitare il tunnel lungo una ventina di metri, che risale fino alla sorgente che scaturisce dalle rocce calcaree; l'acqua sotterranea giunge in una cisterna allocata dietro la facciata marmorea della fonte dove viene regolato il flusso alle 8 bocche.
L'opera attuale fu realizzata tra il 1877 e il 1882, grazie a un lascito testamentario del nobile ozierese Giuseppe Grixoni Sequi. I lavori furono affidati all'architetto algherese Giovanni Pietrasanta, che progettò un complesso articolato in marmi bianchi e bicromi. Da allora, la fontana è detta "Fontana Grixoni".
Sul torrino retrostante la fontana, originario del XVI secolo, si conservano ancora la lapide dedicatoria in trachite del 1594 e una successiva targa ottocentesca che ricorda l'intervento di Grixoni. La targa recita: "D.O.M. / HUNC AQUEDUCTU(M) / ET FONTEM FIERI IUSSIT / ILL(USTRISSIMU)S D.(OMINUS) DON IOH(ANN)ES DE / CASTELLVÌ GUBERNAT.(OR) STATUS OLIVE AN(N)O / D.(OMINI) M. DLXXXXIIII", completata da altre due lapidi in pietra con gli stemmi dei Castelvì (le tre torri) e dei Centelles (i rombi). La fonte, da allora, ad Ozieri fu sempre detta sa Funtana manna ("la fontana grande").

## Descrizione e stile

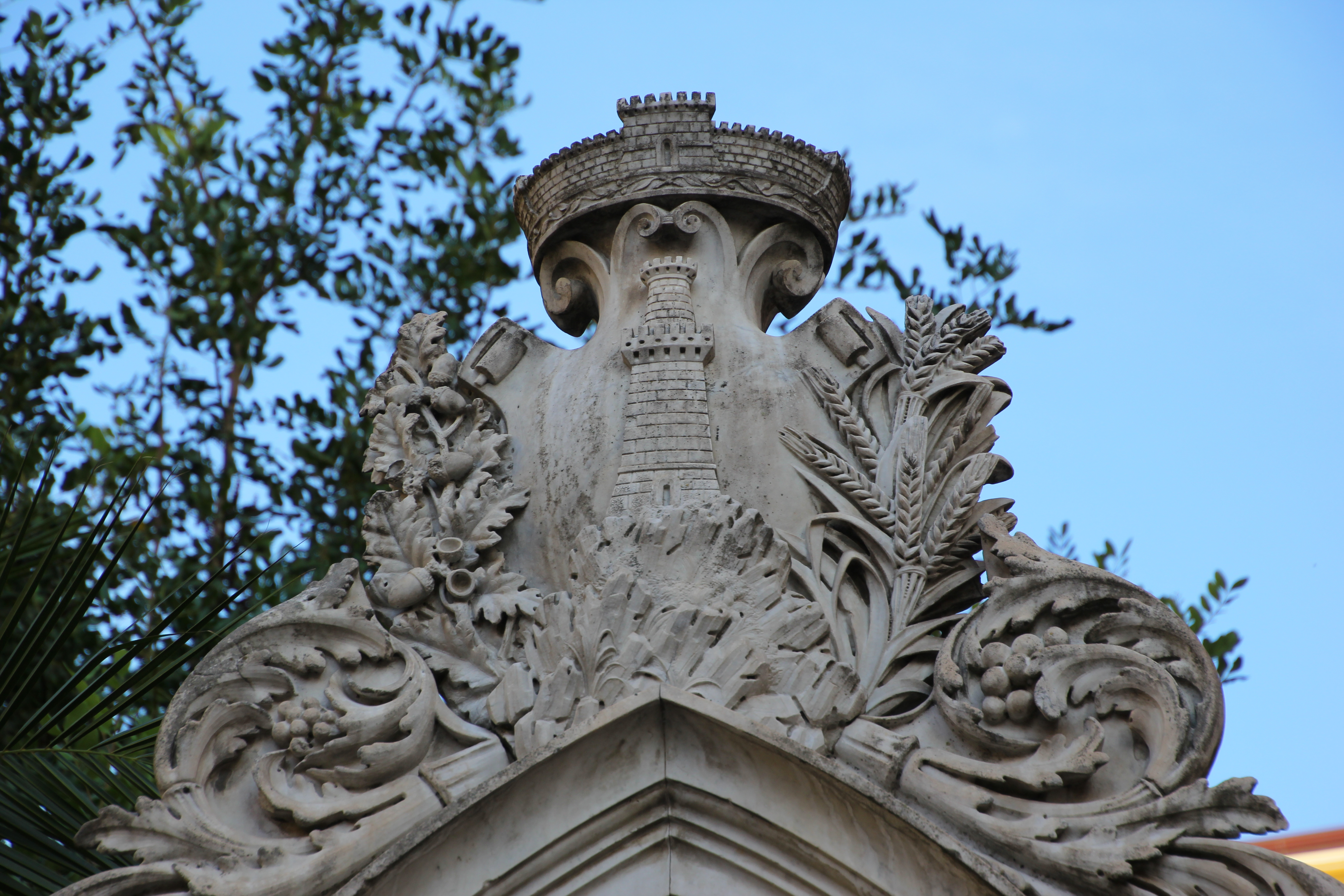
Particolare

La fontana si compone di un corpo centrale aggettante, affiancato da due ali laterali scandite da riquadri marmorei. Il paramento murario si caratterizza per l'uso alternato di fasce bianche e grigie, mentre il coronamento è costituito da una balaustrata che sottolinea l'andamento orizzontale dell'opera.
Al centro della composizione si trova il busto marmoreo di Giuseppe Grixoni, incorniciato da un fastigio ogivale ornato da elementi decorativi di gusto neogotico. La parte funzionale conserva otto bocche di erogazione dell'acqua, alimentate da una cisterna sotterranea collegata alla sorgente originaria.
Nel torrino presente nel giardino retrostante è presente una targa in ferro che recita: "PER LEGATO / DEL MUNIFICO CONCITTADINO / NOBILE GIUSEPPE GRIXONI SEQUI / FU QUEST'OPERA / ERETTA / 1877".
La fontana Grixoni riflette il gusto storico-eclettico diffuso nella seconda metà dell'Ottocento in Sardegna. L'uso della bicromia marmorea, la sobria decorazione architettonica e l'inserimento del busto celebrativo si collocano nel solco del linguaggio eclettico adottato da Giovanni Pietrasanta in diverse opere coeve.